# Нейво-Рудянская волость
Нейво-Рудя́нская во́лость — административно-территориальная единица в Екатеринбургском уезде Пермской губернии Российской империи и Екатеринбургской губернии РСФСР. Волостное селение — Нейво-Рудянский завод (ныне посёлок Нейво-Рудянка).

## География
Нейво-Рудянская волость располагалась в северо-западной части Екатеринбургского уезда. Через волость протекали реки Нейва и Южная Шуралка. Также в границах волости было расположено Шигирское озеро, на одном из разрезов которого в 1890 году были обнаружены останки Шигирского идола.
В составе волости было четыре населённых места:
- завод Нейво-Рудянский (волостное селение, ныне посёлок Нейво-Рудянка),
- деревня Листвянная,
- деревня Столбянная (ныне не существующая),
- деревня Копотина (ныне часть города Кировграда).

Деревня Копотина располагалась в северной части современного Кировграда, который вырос из маленькой деревни Калаты. Калата в то время входила в состав соседней Верхне-Тагильской волости.
Нейво-Рудянская волость граничила с другими волостями того же уезда:
- на севере — с Шуралинской,
- на востоке — с Аятской,
- на юго-востоке — с Верх-Исетской,
- на юге — с Таватуйской и Верх-Нейвинской,
- на западе — с Верхне-Тагильской.

В ходе административно-территориальной реформы в 1923 году волость была упразднена, а её населённые пункты вошли в состав новообразованного Невьянского района Екатеринбургского округа Уральской области.

## Население
Согласно данным из Списков населённых мест Пермской губернии общая численность населения Нейво-Рудянской волости в начале XX века составляла более 2 тысяч человек, которые были объединены в Нейво-Рудянское сельское общество. Крестьяне принадлежали к разряду бывших горнозаводских мастеровых. По религиозному составу население было представлено православными и старообрядцами, в том числе единоверцами. Волость заселял русский народ.

### Численность населения в 1904 году
Общая численность населения волости — 2399 человек. Число дворов — 580.
| № | Населённый пункт      | Число дворов | Население | Численность мужчин | Численность женщин |
| - | --------------------- | ------------ | --------- | ------------------ | ------------------ |
| 1 | завод Нейво-Рудянский | 505          | 2099      | 1065               | 1034               |
| 2 | деревня Столбянная    | 15           | 66        | 31                 | 35                 |
| 3 | деревня Листвянная    | 28           | 113       | 55                 | 68                 |
| 4 | деревня Копотина      | 32           | 121       | 63                 | 58                 |

### Численность населения в 1908 году
Общая численность населения волости — 3087 человек. Число дворов — 611.
| № | Населённый пункт      | Число дворов | Население | Численность мужчин | Численность женщин |
| - | --------------------- | ------------ | --------- | ------------------ | ------------------ |
| 1 | завод Нейво-Рудянский | 529          | 2719      | 1338               | 1381               |
| 2 | деревня Столбянная    | 16           | 83        | 38                 | 45                 |
| 3 | деревня Листвянная    | 29           | 135       | 64                 | 71                 |
| 4 | деревня Копотина      | 37           | 150       | 72                 | 78                 |